# Eva Ingemarsson
Eva Ingemarsson, född 1953, är en svensk koreograf, nu konstnärlig ledare för Eva Ingemarsson Dansproduktion och scenen Atalante i Göteborg.
1978 var Eva Ingemarsson med och startade dansgruppen Rubicon. Där arbetade hon under tio år med barn- och vuxenföreställningar och med uppmärksammade installations- och utomhusföreställningar. 1998 startade hon kompaniet Eva Ingemarsson Dansproduktion, EIDAP. 
Eva Ingemarsson har sedan flera år arbetat med foto och filmprojiceringar i sina dansföreställningar för att utforska hur detta kan förändra och fördjupa sceniska uttryck och perspektiv. Hon har i nära samarbete med filmaren/kompositören Niklas Rydén utvecklat arbetet med att använda dokumentära filmintervjuer i dansföreställningar och sedan 1999 använt dokumentära intervjuer med dansarna som en viktig del i föreställningen. Hennes föreställningar har visats i Malmö, Göteborg, Stockholm, Skellefteå, Moskva, London, Nanking, Tianjing, Peking, Shanghai, Casablanca och Marrakech i Marocko och Jerevan i Armenien.
Några av hennes viktigaste verk är Allting rasar inför en naken skuldra 1987, Hemliga dagar 1988, Passage 1989, Två Vägar 1991, Objudna Gäster 1992, Skuggbild 1992, Bröllopsnatten 1994, Fotografen 1997, The frozen ones 1999, Månens fyra ansikten 2001, Mellan dag och natt 2003, Alterego 2004, Go to hell or leave in peace 2005, Tesoro 2007, Defensa-Tesoro II 2009.